# Andrômeda XXXIII
Andrômeda XXXIII, também conhecida como Perseus I, é uma galáxia anã esferoidal que está situada no Grupo Local perto da Galáxia de Andrômeda, Andrômeda XXXIII está localizada a 364 ± 14 kpc e foi descoberta em 2013 pelo Pan-STARRS 1. Sua magnitude absoluta na banda V é de −10,3 ± 0,7 e seu raio efetivo é de 400 ± 105 pc. Situa-se na constelação de Perseus. A velocidade radial heliocêntrica de Andrômeda XXXIII é de −326 ± 3 km⋅s-1 e sua dispersão de velocidade central é de 4,2 ± 4 km⋅s-1. E tem uma metalicidade é de -2,0 ± 0,2.